# Liam Hemsworth
Liam Hemsworth (* 13. ledna 1990 Melbourne, Austrálie) je australský filmový a televizní herec. Do povědomí diváků se dostal díky filmové sérii Hunger Games nebo filmu Expendables: Postradatelní 2.

## Životopis
Narodil se v Melbourne učitelce angličtiny Leonie a poradci sociálních služeb Craigovi Hemsworthovým. Má další dva bratry: Chrise a Lukea, kteří se věnují taktéž herectví. Bratr Chris Hemsworth je znám z filmu Thor. V jeho 8 letech se rodina přestěhovala na malý ostrov Phillip Island. Tam trávil hodně času surfováním. V březnu 2009 se přestěhoval do Spojených států za hereckou kariérou. Se svým bratrem Chrisem žili v domě pro hosty svého manažera Williama Warda, než si pořídili vlastní dům.

## Kariéra

### 2007–10: Začátky
V roce 2007 získal první role v seriálech McLeodovy dcery a Home and Away. V červenci 2007 začal natáčet epizody seriálu Neighbours, po boku staršího bratra Lukea. V roce 2008 začal hrát v dětské televizní show Princezna ze země slonů. Později si zahrál v seriálu Satisfakce a v britském filmu Triangle.
V roce 2009 si měl zahrát po boku Sylvestera Stallonea v Expendables: Postradatelní. Bohužel byl ale nakonec ze scénáře vyškrtnut. Režisér Kenneth Branagh ho zvažoval na roli Thora do stejnojmenného filmu. Liam se přestěhoval do Států v březnu 2009 kvůli konkurzu. Roli nakonec získal jeho bratr Chris.
V roce 2010 však získal hlavní roli ve filmové adaptaci novely Nicholase Sparkse Poslední píseň, kde si zahrál po boku Miley Cyrusové. Později se objevil ve videoklipu Miley k písničce „When I Look at You“. V roce 2010 moderoval cenu Nickelodeon Australian Kid's Choice Awards. On a Miley Cyrus získali cenu v kategorii „Nejoblíbenější polibek“.

### 2011–dosud
4. dubna 2011 Lionsgate oznámil, že Liam získal roli Hurikána (Gale Hawthrone) v Hunger Games filmové sérii, po boku Jennifer Lawrenceové a Joshe Hutchersona. První díl Hunger Games měl premiéru v roce 2012. V červnu 2011 získal roli ve válečném dramatu Láska a čest, po boku Aimee Teegarden a Teresy Palmer. V roce 2012 si zahrál ve filmu Expendables: Postradatelní 2.
V roce 2013 získal roli ve filmu Empire State a Paranoia. Znovu si zahrál roli Hurikána ve filmu Hunger Games: Vražedná pomsta, který měl premiéru v listopadu roku 2013. V listopadu 2014 mělo premiéru pokračování Hunger Games: Síla vzdoru 1. část a v listopadu 2015 měl premiéru poslední díl trilogie Hunger Games: Síla vzdoru 2. část.
V roce 2015 si zahrál v australském filmu Švadlena a o rok později v akčním filmu Den nezávislosti: Nový útok. V roce 2019 se objevil v roli Blaka v komediálním filmu No není to romantika?.

## Osobní život
Po natáčení filmu Poslední píseň se dal dohromady s herečkou a zpěvačkou Miley Cyrusovou. V květnu 2012 oznámili zásnuby. V září roku 2013 však oznámili ukončení zasnoubení. V lednu 2016 se dali znovu dohromady a v říjnu 2016 oznámili, že jsou opět zasnoubeni. Dne 23. prosince 2018 se vzali. Po sedmi měsících od svatby oznámili rozvod.
Je vegan.

## Filmografie
| Rok  | Název                             | Role                    | Poznámky |
| ---- | --------------------------------- | ----------------------- | -------- |
| 2009 | Knowing                           | Spencer                 |          |
| 2009 | Triangle                          | Victor                  |          |
| 2010 | Poslední píseň                    | Will Blakelee           |          |
| 2012 | Hunger Games                      | Gale Hawthorne          |          |
| 2012 | Expendables: Postradatelní 2      | Billy „The Kid“ Timmons |          |
| 2013 | Láska a čest                      | Mickey Wright           |          |
| 2013 | Paranoia                          | Adam Cassidy            |          |
| 2013 | Empire State                      | Chris Potamitis         |          |
| 2013 | Hunger Games: Vražedná pomsta     | Gale Hawthorne          |          |
| 2014 | Nepohodlný svědek                 | Dwayne McLaren          |          |
| 2014 | Hunger Games: Síla vzdoru 1. část | Gale Hawthorne          |          |
| 2015 | Hunger Games: Síla vzdoru 2. část | Gale Hawthorne          |          |
| 2015 | Švadlena                          | Ted McSwiney            |          |
| 2016 | Den nezávislosti: Nový útok       | Jake Morrison           |          |
| 2016 | Duel v Mount Hermonu              | David Kingston          |          |
| 2019 | No není to romantika?             | Blake                   |          |
| 2019 | Zabiják                           | Moe Diamond             |          |
| 2020 | Arkansas                          | Kyle Ribb               |          |
| 2024 | V nepřátelské zóně                | JJ Kinney               |          |
| 2024 | Planeta osamělých srdcí           | Owen Brophy             |          |

### Televize
| Rok  | Název                   | Role           | Poznámky                         |
| ---- | ----------------------- | -------------- | -------------------------------- |
| 2007 | Home and Away           |                | díl 1.4372                       |
| 2007 | McLeodovy dcery         | Damo           | díl: „Opustit hnízdo“            |
| 2007 | Neighbours              | Josh Taylor    | 25 dílů                          |
| 2008 | Princezna ze země slonů | Marcus         | 26 dílů                          |
| 2009 | Satisfakce              | Marc           | 2 díly                           |
| 2015 | The Muppets             | Sám sebe       | díl: „Bear Left Then Bear Write“ |
| 2016 | Workaholics             | Cushing Ward   | díl: „Wolves of Rancho“          |
| 2020 | Most Dangerous Game     | Dodge Maynard  | hlavní role                      |
| TBA  | Zaklínač                | Geralt z Rivie | hlavní role; 4. série            |

## Ocenění a nominace
| Rok  | Ocenění                                    | Kategorie                                                                        | Práce                             | Výsledek  |
| ---- | ------------------------------------------ | -------------------------------------------------------------------------------- | --------------------------------- | --------- |
| 2010 | Young Hollywood Awards                     | objev roku                                                                       | Poslední píseň                    | vítězství |
| 2010 | Nickelodeon Australian Kids' Choice Awards | nejlepší polibek (sdíleno s Miley Cyrus)                                         | Poslední píseň                    | vítězství |
| 2010 | Nickelodeon Australian Kids' Choice Awards | nejroztomilejší pár (sdíleno s Miley Cyrus)                                      | Poslední píseň                    | nominace  |
| 2010 | NewNowNext Awards                          | nejlepší herec                                                                   | Poslední píseň                    | nominace  |
| 2010 | Teen Choice Awards                         | objev roku: muž                                                                  | Poslední píseň                    | vítězství |
| 2010 | Teen Choice Awards                         | nejlepší polibek (sdíleno s Miley Cyrus)                                         | Poslední píseň                    | nominace  |
| 2010 | Teen Choice Awards                         | nejlepší filmový herec: drama                                                    | Poslední píseň                    | nominace  |
| 2010 | Teen Choice Awards                         | nejlepší filmová chemie (sdíleno s Miley Cyrus)                                  | Poslední píseň                    | nominace  |
| 2012 | Teen Choice Awards                         | zloděj scén: muž                                                                 | Hunger Games                      | nominace  |
| 2012 | People's Choice Awards                     | nejlepší filmová chemie (sdíleno s Jennifer Lawrenceovou a Joshem Hutchersonem)  | Hunger Games                      | vítězství |
| 2012 | MTV Movie Awards                           | objev roku                                                                       | Hunger Games                      | nominace  |
| 2012 | MTV Movie Awards                           | nejlepší obsazení                                                                | Hunger Games                      | nominace  |
| 2012 | Teen Choice Awards                         | nejvíce sexy muž                                                                 | Hunger Games                      | nominace  |
| 2014 | Teen Choice Awards                         | nejlepší filmový herec: sci-fi/fantasy                                           | Hunger Games: Vražedná pomsta     | nominace  |
| 2014 | Young Hollywood Awards                     | nejlepší filmová trojice (sdíleno s Jennifer Lawrenceovou a Joshem Hutchersonem) | Hunger Games: Vražedná pomsta     | nominace  |
| 2014 | Young Hollywood Awards                     | nejoblíbenější filmový herec                                                     | Hunger Games: Vražedná pomsta     | nominace  |
| 2015 | Teen Choice Awards                         | nejlepší filmový herec: sci-fi/fantasy                                           | Hunger Games: Síla vzdoru 1. část | nominace  |
| 2015 | Teen Choice Awards                         | nejlepší filmový polibek (sdíleno s Jennifer Lawrenceovou)                       | Hunger Games: Síla vzdoru 1. část | nominace  |
| 2015 | Kids' Choice Awards                        | nejlepší filmová hvězda: muž                                                     | Hunger Games: Síla vzdoru 1. část | vítězství |
| 2016 | CinemaCon Awards                           | nejlepší obsazení                                                                | Den nezávislosti: Nový útok       | vítězství |
| 2016 | Teen Choice Awards                         | nejlepší letní filmová hvězda: muž                                               | Den nezávislosti: Nový útok       | nominace  |
| 2017 | People's Choice Awards                     | nejlepší filmový herec: akční film                                               | Den nezávislosti: Nový útok       | nominace  |
| 2019 | Teen Choice Awards                         | nejlepší filmový herec: komedie                                                  | Isn't It Romantic                 | nominace  |